# 價值基礎定價法
價值基礎定價法（英語：Value-based pricing）是一種定价策略，但不是根據產品的成本或歷史，而是根據產品或服務對客戶的感知來估計定價。